# Sistema de Información Empresarial
Un Sistema de Información Empresarial o SIE (en inglés Enterprise Information System, acrónimo EIS) es generalmente cualquier tipo de sistema de computación que es de "clase enterprise". Esto significa normalmente que ofrece alta calidad de servicio, lidia con grandes volúmenes de datos - capaz de soportar cualquier organización grande ("enterprise").

### Sistema de Seguridad
Los Sistemas de Información de Empresa suministran una plataforma tecnológica que permiten a las organizaciones integrar y coordinar sus procesos de negocio. Son herramientas y recursos de software que sirven como soporte para el proceso básico de captación, transformación y comunicación de la información dentro de una organización.
Ellos suministran un sistema individual que es central para la organización y asegura que la información puede ser compartida a través de todos los niveles funcionales y jerarquías de gestión.

### Los Sistemas Enterprise
Son indispensables para eliminar el problema de la fragmentación de la información causada por la existencia de múltiples sistemas de información en una organización, creando una estructura de datos estándar.
Un Sistema de Información de Empresa normalmente será manejado por un  Administrador de Sistemas profesional y será desplegado en servidores dedicados. Esto generalmente ofrece conectividad de red y suministra servicios que soporten las operaciones realizadas por la empresa.

### Sistema experto
Se basan en la Inteligencia Artificial, en las empresas se utilizan para ayudar a los expertos humanos en el procesamiento de altos volúmenes de datos, también se utilizan como conservación y posterior utilización del conocimiento cuando los colaboradores se retiran de las empresas y como maestros en el caso de requerirse  capacitar a personal que conoce del tema pero que no es experto.